# پلی (مجله)
پلی (به انگلیسی: Play) یک ماهنامه اطلاع رسانی بازی‌های رایانه‌ای است که در پادشاهی متحده منتشر می‌شود، و فعالیت اصلی آن معرفی محصولات پلی‌استیشن سونی است. شماره اول آن در اکتبر سال ۱۹۹۵ میلادی منتشر شد.